# Liste der Monuments historiques in Lanrivain
Die Liste der Monuments historiques in Lanrivain führt die Monuments historiques in der französischen Gemeinde Lanrivain auf.

## Liste der Bauwerke
| Bezeichnung           | Beschreibung    | Standort                  | Kennzeichnung | Schutzstatus | Datum | Bild           |
| --------------------- | --------------- | ------------------------- | ------------- | ------------ | ----- | -------------- |
| Kreuz                 | 18. Jahrhundert | Route de Trémargat (Lage) | PA00089292    | Inscrit      | 1927  | weitere Bilder |
| Manoir de Gollodic    | Herrenhaus      | (Lage)                    | PA00089294    | Inscrit      | 1972  | weitere Bilder |
| Kirche St-Grégoire    |                 | (Lage)                    | PA00089293    | Classé       | 1931  | weitere Bilder |
| Kapelle St-Antoine    |                 | (Lage)                    | PA00089291    | Classé       | 1932  | weitere Bilder |
| Kapelle               |                 | Lannégant (Lage)          | PA00089290    | Classé       | 1955  | weitere Bilder |
| Calvaire und Beinhaus |                 | (Lage)                    | PA00089289    | Classé       | 1907  | weitere Bilder |

## Liste der Objekte

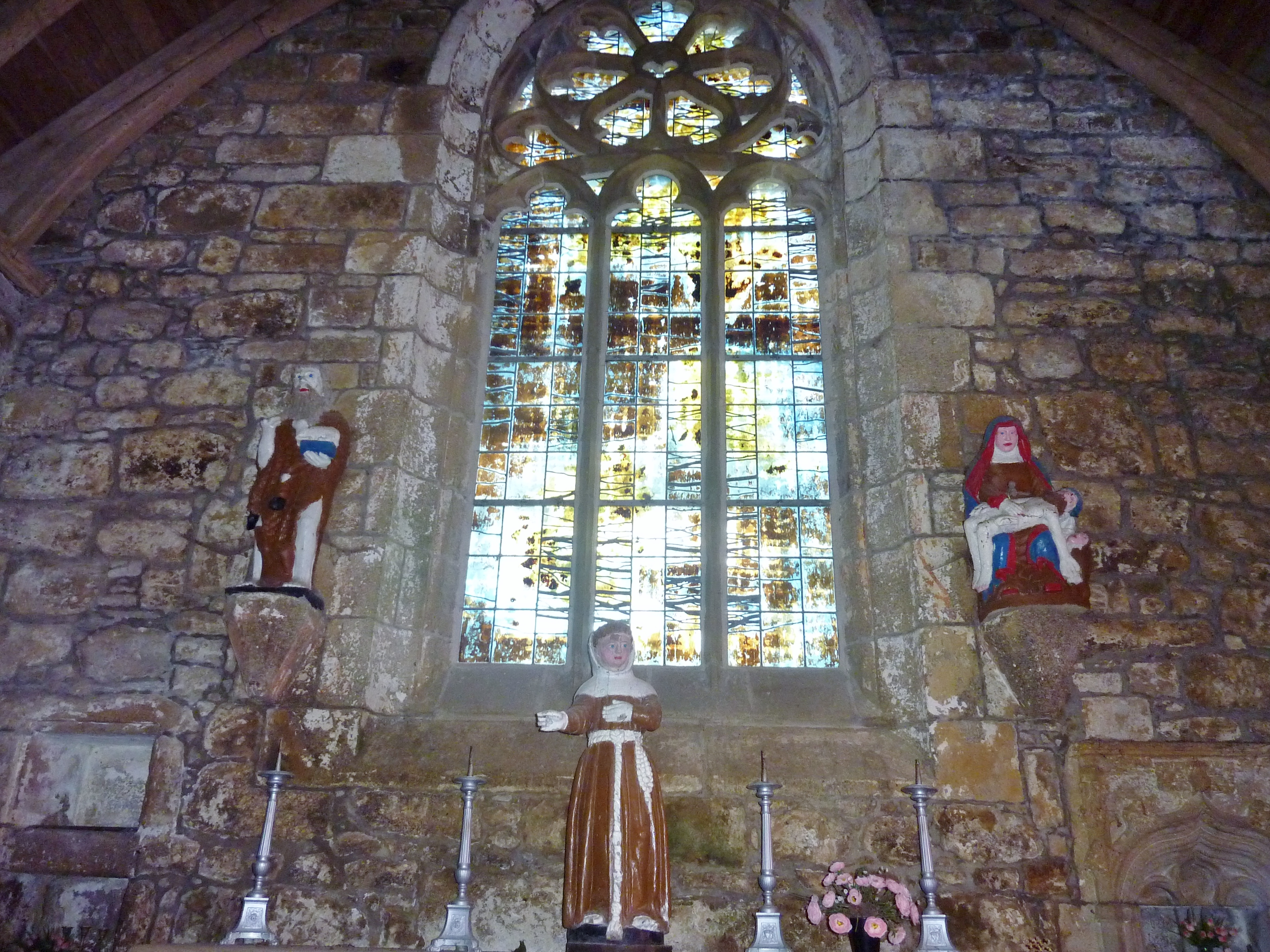
Skulpturen in der Kapelle St-Antoine

- Monuments historiques (Objekte) in Lanrivain in der Base Palissy des französischen Kultusministeriums